# Аль-Валид I ибн Абдул-Малик
Валид I, полное имя аль-Валид ибн Абд аль-Малик (араб. الوليد بن عبد الملك‎; 668—715) — омейядский халиф, правивший в 705—715 годах. При нём была продолжена активная территориальная экспансия Арабского халифата, достигшего пика: были завоёваны обширные территории на Пиренейском полуострове, в Средней Азии и долине Инда.

### Строительство
Первым и главным стремлением Валида стало монументальное строительство, выразившееся в возведении соборной мечети на центральной площади Дамаска. На той же площади располагалась старинная Церковь Иоанна Крестителя, неприкосновенность которой (как и 11 других церквей Дамаска) были гарантированы ещё по договору Халида ибн аль-Валида. Как только молодой халиф предложил христианам выкупить церковь за 40 тыс. дихремов, ему предъявили эту грамоту; аль-Валид рассвирепел и отобрал церковь без компенсации. Бывшая церковь Иоанна Крестителя стала частью соборной мечети, а площадь перед нею — её двором. Большая мечеть Дамаска, несмотря на очередные ремонты, всё-таки сохранила свой первоначальный облик до наших дней, а также сохранила вынесенную из Церкви Иоанна Крестителя христианскую реликвию — голову Иоанна Крестителя. Начатое в 706 г. н. э., строительство мечети завершилось в 708 г. н. э. и потребовало мобилизации мастеров изо всех провинций. Из сохранившихся документов явствует, что халиф приказывал каждому округу Халифата предоставить определённых специалистов на заранее оговоренный срок, обеспечить их средствами для работы и оплатить его пребывание на стройке; все эти траты не являлись дополнительной статьёй бюджета, но считались налоговым вычетом для провинции. Наместники зачастую последний пункт игнорировали, просто повышая налоги и объясняя всё суровостью халифа. Помимо соотечественников аль-Валид привлёк к строительству и иностранных мастеров — так, из Византии были выписаны мастера мозаики.
Помимо строительства Большой мечети Дамаска, в раби' 88 г.х. (9-10 марта 707 г. н. э.) аль-Валид затеял перестройку мечетей в Таифе и Медине. Процессом руководил его двоюродный брат Умар б. Абдал’азиз. Основной проблемой при этом стала необходимость сноса жилищ вдов Пророка, прилегавших к восточной стороне мечети — они перешли по наследству потомкам Фатимы и родственникам Хафсы, дочери Умара б. ал-Хаттаба. Последние согласились уступить жилища в обмен на особые привилегии при посещении мечети, в то время как первые отказались даже за 8 тыс. дихремов. Внуку аз-Зубайра, Хубайшу б. Абдаллаху, эти протесты стоили жизни: за громкие и оскорбительные крики в мечети ал-Валид приказал дать ему 100 плетей и вылить на голову бурдюк холодной воды. Поскольку дело происходило зимой, Хубайш б. Абдаллах не пережил наказания. В итоге ремонтных работ мечеть была расширена на 4 ряда колонн к востоку и на 2 ряда к северу. При работе византийских мастеров произошёл казус: один из мозаичников изобразил на стене свинью, за что Умар зарубил его; впоследствии оказалось, что мастера просто изображали райский сад, где должны быть представлены все твари Божьи, и не знали про местные культурные особенности.
Кроме расширения и перестроек мечетей, по приказу аль-Валида ремонтировались старые и строились новые дороги, возводились водохранилища и сторожевые башни. Это распоряжение касалось всех крупных дорог на столицу — из Куфы, Басры и Александрии. Запомнился мусульманам аль-Валид так же и как защитник несчастных: он приказал построить лепрозорий, обитатели которого обеспечивались одеждой и пропитанием из казны. По его же указу всех парализованных обеспечивали обслугой, а всех слепых — поводырями. Нет никаких сведений о том, распространялись ли все эти меры вне столицы, однако уже сам факт их внедрения говорит об аль-Валиде достаточно.

### Завоевания
В правление аль-Валида Халифат достиг своего апогея несмотря даже на то, что сам халиф занимался преимущественно строительством. Все завоевания, приведшие Халифат к пику могущества, были совершены старыми военачальниками.
Кутайба, ставленник наместника Ирака ал-Хаджжаджа, вёл экспансию на восток, каждый год с 705 г. н. э. совершая всё более глубокие наступления в новые земли. В 705 г. н. э. он покорил Багдис, граничивший с Хорасханом. В 706 г. н. э. — Пайкенд (Байкенд), расположенный на торговой магистрали с Китаем. В 707 г. н. э. началось покорение Бухарского оазиса, завершившееся в следующем 708 г. н. э.; непосредственно столица оазиса, Бухара, покорилась мусульманам лишь в 709 г. н. э., после трёх или четырёх неудачных штурмов. Начиная с 711 г. н. э. войска Кутайбы подчинили Сиджистан и вступили в области Синда, где так же начал насаждать ислам. Здесь его и застало послание халифа: «ты амир всего, что завоюешь», впоследствии породившее миф о том, что аль-Валид пообещал отдать Китай тому полководцу, который первый его захватит. После подавления всех восстаний в 712 г. н. э. по итогам завоеваний Кутайбы Халифат получил четыре вассальных государства, полностью поглотил ещё два; площадь его приросла на 600 км кв., а число налогоплательщиков — на миллион. Последовавший в 713 г. н. э. поход ещё дальше, на Фергану и Шаш с выходом к горным проходам к Китаю, был прерван внезапной смертью ал-Хаджжаджа; Кутайба экстренно отменил наступление на пол-пути и поспешил вернуться в Ирак.
Маслама б. Абдалмалик, брат халифа (рожденный от рабыни и не имеющий шансов на престол), развивал наступление на Византию. В 705 г. н. э. он отличился в Малой Азии, захватив Лулу у главного горного прохода Дарб ас-Салам, ведущего к Тиане и Гираклее (араб. Тувана и Харкала). На следующий год войска Масламы захватили крепость Кайкам (Кикам), расположенную у Бухайрат ал-фусан («Озеро витязей»). В ходе боёв за саму Тувану в 707 г. н. э. арабам пришлось запрашивать дополнительные 2 тыс. человек войска, но цели так и не добились. Генеральное сражение с войсками Юстиниана II состоялось лишь в 708 г. н. э. и окончилось сначала осадой, а после и падением города. Всё его население было угнано в неволю, а мусульмане открыли путь в центр Малой Азии. Вследствие этого успеха войска Масламы достигли в 709 г. н. э. Никомедии.
Муса б. Нусайр вёл западный поход; поскольку на этом направлении Халифату противостояли не крупные государства, а племена берберов, темп его завоеваний наиболее высок — до двух походов в год. В 706 г. н. э. мусульмане захватили земли берберов, лежащие к западу от гор Атласа, после чего совершили рейд на Сардинию, разорив Сиракузы (араб. Сиракуса). Потратив весь 707 г. н. э. на расстановку гарнизонов и подавление очагов мятежей, в 708 г. н. э. войска Мусы покорили Дальний Сус (крайний юго-запад современного Марокко) и приступили к завоеванию полуострова Магриб, которое завершилось в 709 г. н. э.. После этого западные армии Халифата начали готовиться к броску через море, в Испанию. В июле 710 г. н. э. авангард мусульман под командованием Тарифа б. Малука переправился через пролив на острова у западного побережья полуострова и совершили пробный рейд; на следующий, 711 г. н. э. в районе Скалы Тарифа (араб. Джабал Тарик, совр. Гибралтар) совершила переправу основная часть армии. Начались войны арабов с вестготами. До конца 712 г. н. э. мусульмане захватили Мурсию, Кордову и Гренаду и, подавив ряд восстаний в 713 г. н. э., оформили эмират.

### Последние годы и передача власти
На 45-м году жизни у аль-Валид начались серьёзные проблемы со здоровьем, выразившиеся в глубоких обмороках. Халиф всерьёз озаботился передачей власти своему сыну Абдал’азиза, но его же брат Сулейман не дал согласия на это. Ал-Валид потребовал от наместников принести присягу своему сыну — но никто, кроме ал-Хаджжаджа и Кутайбы, не согласился на это. Братья Валид и Сулейман были провозглашены соправителями и наследниками Абд аль-Маликом в 704 г. н. э., на что и сослался младший брат. Если именно Валид унаследовал престол 8 ноября 705 г. н. э. после смерти отца, то после его смерти власть должна была отойти именно к Сулейману в соответствии с волей покойного Абдул-Малика. После того, как 9 июня 714 г. н. э. от какой-то болезни скончался ал-Хаджжадж, ал-Валид потерял всякую надежду на проведение своего плана в жизнь. Со смертью аль-Валида 715 г. н. э. у его сына не нашлось достаточной защиты в рядах армии и новым халифом стал Сулейман.